# Daniel Teixeira
Daniel Lourenço Teixeira (* 20. April 1968 in Belo Horizonte), Spitzname Texas, ist ein ehemaliger brasilianischer Fußballspieler, der ab 1999 in Deutschland spielte.

## Persönliches
Daniel Teixeira stammt aus der brasilianischen Mittelschicht, sein Vater ist Ingenieur und Hochschullehrer, seine Mutter Hausfrau. Er hat an der Universität von Belo Horizonte Außenhandel studiert. Teixeira ist mit seiner Frau Soraia verheiratet, hat drei Töchter und lebt in Belo Horizonte.

## Sportliche Laufbahn
Seine fußballerische Karriere begann Teixeira beim brasilianischen Verein Cruzeiro Belo Horizonte, für den er von 1989 bis 1993 spielte. Ronaldo spielte teils zur selben Zeit wie Teixeira im Verein. Mit Cruzeiro gewann er 1993 den brasilianischen Pokalwettbewerb. Zwischendurch wurde er von Januar 1991 bis Dezember 1992 für zwei Spielzeiten an den japanischen Verein Nippon Denso SC ausgeliehen. Ab 1993 wechselte Daniel Teixeira zwischen den portugiesischen Vereinen, Seixal (bis 1994), Marítimo Funchal und Nacional Funchal. 
Im Jahr 1999 begann seine Karriere in Deutschland, beim KFC Uerdingen 05, wo er von 1999 bis 2000 in der Regionalliga spielte. Für die zweite Halbserie der Saison 2000/01 wurde er an den Ligakonkurrenten 1. FC Union Berlin ausgeliehen. In dieser Halbserie schoss Teixeira für Union 18 von 36 Toren und wurde innerhalb kurzer Zeit zum Publikumsliebling der Köpenicker. Die von den Uerdingern geforderte Ablösesumme war Union jedoch am Ende der Saison nicht bereit zu zahlen, so dass „Texas“, wie er seit seiner Uerdinger Zeit genannt wurde, den Verein wieder verließ und bei Eintracht Braunschweig anheuerte, mit denen er 2001/02 in die Zweite Bundesliga auf- und in der Saison darauf wieder in die Regionalliga Nord abstieg.
Nach einer Saison beim Regionalligisten Holstein Kiel (2003–2004) wechselte er zu Rot-Weiss Essen und anschließend zurück zu Union Berlin. Union spielte in der folgenden Saison in der viertklassigen Oberliga Nordost, wobei Teixeira mit 24 Treffern Torschützenkönig der Liga wurde. In der Saison 2006/07 spielte er mit Union in der Regionalliga Nord, kündigte mit 39 Jahren das Ende seiner Laufbahn am Ende der Saison an und wurde beim letzten Heimspiel der Saison gegen den VfB Lübeck (1:1) vom Verein verabschiedet. In seiner letzten Saison erzielte er 13 Tore im Berliner Pokal und war mit vier Toren maßgeblich am 7:0-Finalerfolg über den Köpenicker SC beteiligt, Union spielte damit in der Saison 2007/08 im DFB-Pokal. Am 13. Oktober 2007 bekam er als erster Spieler in der Union-Geschichte ein Abschiedsspiel. 

## Managerlaufbahn
Von 2007 bis 2009 war er für den Verein Union Berlin im Marketing- und Managementbereich tätig.
Im März 2009 schloss er sein Sport- und Managementstudium erfolgreich ab und ist seit Mai 2009 lizenzierter Spielervermittler. Am 1. September 2009 wurde Teixeira Präsident der SG Prenzlauer Berg, für die er zuvor in der Futsalmannschaft gespielt hatte. Beim DFB erwarb Teixeira die UEFA-B-Fußballtrainer-Lizenz.
Im Jahr 2011 ist Daniel Teixeira in seine Heimat Brasilien zurückgekehrt. Hier machte er einen Abschluss als Betriebswirt. Seit 1. März 2016 ist er Direktor bei seinem Heimatverein Cruzeiro Belo Horizonte, wo seine erste Station als Profifußballer hatte. Bei Cruzeiro übernahm Teixeira den Bereich für internationale Geschäfte.

## Erfolge
- 1993 Copa do Brasil mit Cruzeiro Belo Horizonte
- 2001 Torschützenkönig (32 Tore) der Regionalliga Nord mit dem KFC Uerdingen (14 Tore) und Union Berlin (18 Tore), Aufstieg in die 2. Liga (gehörte dort nicht dem Kader an)
- 2001 Pokalfinalist mit Union Berlin (0:2 gegen den FC Schalke 04)
- 2002 Torschützenkönig (19 Tore) der Regionalliga Nord mit Eintracht Braunschweig
- 2002 Aufstieg in die Zweite Bundesliga mit Eintracht Braunschweig
- 2006 Torschützenkönig (24 Tore) der Oberliga Nordost
- 2006 Aufstieg in die Regionalliga Nord mit Union Berlin